# Johan Elmander
Johan Erik Calvin Elmander (Alingsås, 27 de maio de 1981) é um futebolista sueco que atua como atacante. Atualmente, joga pelo Bröndby.

## Carreira

### Início e passagens pela Holanda
Elmander começou sua carreira como um atacante para clubes da Suécia, mas mudou de posição para meio campo Holmalund e Örgryte, antes de fazer a mudança para o clube holandês Feyenoord com 18 anos, onde continuou a ser usado como meio campo. Embora nunca tenha sido o primeiro time regular, ele entrou como substituto em 2002 na vitória na final da Copa da UEFA por 3 a 2 contra a equipe do Borussia Dortmund.
Elmander foi posteriormente colocado na parte traseira do empréstimo na Suécia, com Djurgården, onde ganhou o campeonato duas vezes, tanto Allsvenskan e título da Copa da Suécia em 2002 e Allsvenskan em 2003, porém ele não foi atribuído qualquer medalha já jogou poucas partidas. Ele também estreou pela equipa nacional sueca, em fevereiro de 2002 um amistoso contra a Grécia. Em 2003, ele foi emprestado aos rivais holandeses do Feyenoord da liga NAC Breda. Em junho de 2011 assinou pelo Galatasaray.

### Brøndby IF
Antes da temporada 2004-05, ele foi comprado pelo time dinamarquês do Brøndby. Apesar de não marcar tantos gols para o clube como era esperado, ele foi o craque e centelha criativa da equipe na temporada 2004-05. A equipe venceu a Superliga Dinamarquesa e o título da Copa da Dinamarca, e Elmander foi eleito melhor jogador do Brøndby do ano.
Em suas duas temporadas no Brøndby, Elmander marcou 22 gols em 58 jogos da Superliga Dinamarquesa, atraindo a atenção de vários clubes em toda a Europa. Ele foi convocado para representar a Suécia na Copa do Mundo 2006, onde jogou dois jogos. Elmander assinou um contrato de quatro anos com o Toulouse por uma verba de cerca de €4,5 milhões, em 7 de julho de 2006.

### Toulouse
Elmander marcou 11 gols em sua primeira temporada com Toulouse e foi nomeado jogador do ano por seus colegas jogadores. Este prêmio foi posteriormente vencido pelo jogador do Lyon, Florent Malouda. A temporada foi muito bem sucedida com Elmander, o Toulouse se classificou em terceiro lugar e conseguiu uma vaga nas eliminatórias da UEFA Champions League.

### Brøndby IF
em 24 de junho de 2014,Elmander retorna a Dinamarca,depois de uma temporada melancólica pelo Norwich City, sendo rebaixado para a segunda divisão

## Títulos
Feyenoord
- Liga Europa: 2001-02

Djurgårdens
- Campeonato Sueco: 2002
- Copa da Suécia: 2002

Brøndby
- Campeonato Dinamarquês: 2004-05
- Copa da Dinamarca: 2004-05
- Copa da Liga Dinamarquesa: 2005

Galatasaray
- Campeonato Turco: 2011-12, 2012-13